# Open Angers Arena Loire 2023
L'Open Angers Arena Loire 2023, conosciuto come Open P2i Angers Arena Loire per motivi di sponsorizzazione, è un torneo femminile di tennis giocato sul cemento indoor. È la 3ª edizione del torneo, facente parte della categoria WTA 125. Si gioca all'Arena Loire di Angers in Francia dal 4 al 10 dicembre 2023.

## Partecipanti al singolare

### Teste di serie
| Nazionalità | Giocatrice             | Ranking* | Testa di serie |
| ----------- | ---------------------- | -------- | -------------- |
| Italia      | Elisabetta Cocciaretto | 48       | 1              |
| Francia     | Clara Burel            | 61       | 2              |
| Spagna      | Cristina Bucșa         | 82       | 3              |
| Danimarca   | Clara Tauson           | 85       | 4              |
| Francia     | Océane Dodin           | 97       | 5              |
| Ucraina     | Dajana Jastrems'ka     | 106      | 6              |
| Svezia      | Rebecca Peterson       | 108      | 7              |
| Francia     | Alizé Cornet           | 118      | 8              |

* Ranking al 27 novembre 2023.

### Altre partecipanti
Le seguenti giocatrici hanno ricevuto una wild card per il tabellone principale:
- Audrey Albié
- Tiphanie Lemaître
- Manon Léonard
- Harmony Tan

Le seguenti giocatrici sono entrate in tabellone con il ranking protetto:
- Amandine Hesse
- Patricia Maria Țig

Le seguenti giocatrici sono passati dalle qualificazioni:
- Mona Barthel
- Francesca Curmi
- Émeline Dartron
- Andreea Mitu

La seguente giocatrice è entrata in tabellone come lucky loser:
- Anastasija Soboleva

### Ritiri
Prima del torneo
- Bai Zhuoxuan → sostituita da  Elsa Jacquemot
- Jana Fett → sostituita da  Raluca Șerban
- Anna-Lena Friedsam → sostituita da  Alice Robbe
- Tamara Korpatsch → sostituita da  Chloé Paquet
- Eva Lys → sostituita da  Kathinka von Deichmann
- Rebecca Peterson → sostituita da  Anastasija Soboleva
- Darja Semeņistaja → sostituita da  Kaia Kanepi
- Sachia Vickery → sostituita da  Gabriela Knutson
- Yanina Wickmayer → sostituita da  Amandine Hesse

## Partecipanti al doppio

### Teste di serie
| Nazione    | Giocatrice     | Nazione | Giocatrice        | Rank1 | Seed |
| ---------- | -------------- | ------- | ----------------- | ----- | ---- |
| Spagna     | Cristina Bucșa | Romania | Monica Niculescu  | 108   | 1    |
| Kazakistan | Anna Danilina  |         | Aleksandra Panova | 116   | 2    |

* Ranking al 27 novembre 2023.

### Altre partecipanti
La seguente coppia di giocatrici é subentrata in tabellone come alternate:
- McCartney Kessler /  Alana Smith

### Ritiri
Prima del torneo
- Clara Burel /  Chloé Paquet → sostituite da  McCartney Kessler /  Alana Smith

## Campionesse

### Singolare
Clara Burel ha sconfitto in finale  Chloé Paquet con il punteggio di 3-6, 6-4, 6-2.

### Doppio
Cristina Bucșa /  Monica Niculescu hanno sconfitto in finale  Anna Danilina /  Aleksandra Panova con il punteggio di 6-1, 6-3.